# Haarlemmermeer
Haarlemmermeer – gmina w Holandii w prowincji Holandia Północna.

## Miejscowości
Aalsmeerderbrug, Abbenes, Badhoevedorp, Beinsdorp, Boesingheliede, Buitenkaag, Burgerveen, Cruquius, Hoofddorp, Leimuiderbrug, Lijnden, Lisserbroek, Nieuw-Vennep, Oude Meer, Rijsenhout, Rozenburg, Schiphol-Rijk, Vijfhuizen, Weteringbrug, Zwaanshoek, Zwanenburg